# 政府存続計画
連邦政府存続維持計画（COG：Continuity of Government）とは、アメリカ合衆国において、核戦争や有事、国家にとって壊滅的となる状況の時、政府の存続をはかる計画。
政府を動かす者が死亡した場合、アメリカ合衆国憲法や大統領継承法の規定によるアメリカ合衆国大統領の継承順位に従い、権限が移る。
COGは、ビジネスにおける事業継続計画（BCP：Business Continuity Plan)の、ルーツである。

## 概要
核戦争勃発の危険が高かった冷戦中、当時のアメリカ合衆国大統領であるドワイト・D・アイゼンハワーの命令で作られた。
米国では、冷戦の初期の1950年代から、ソ連から核攻撃により国土が大きな被害を受けた際に、少なくとも6ヶ月間耐えられるように、憲法に基づく政府の存続を保障することを目的とした「連邦政府存続維持計画」（COG：Continuity of Government）が準備されていた。
その後、1962年にキューバ危機が起こり、最終的に危機は回避されたが、この経験を受けてケネディ大統領の命令により、市民防衛の観点からCOGが策定された。
その後、1993年の世界貿易センター爆破事件、1995年のオクラホマシティ連邦政府ビル爆破事件、また1998年のケニアとタンザニアで米国大使館爆破事件が起きたことにより状況は変化していった。
これらのテロ事件を受けて、クリントン大統領は、アメリカ合衆国連邦緊急事態管理庁（FEMA：Federal Emergency Management Agency）を連邦政府のCOG活動のための執行機関として位置付け、1998年に憲法に基づく政府の存続（COG）と連邦政府機能の維持（COOP：Continuity of Operation）を保障することを規定した大統領決定指令67号（PDD67：Enduring Constitutional Government and Continuity of Government Operations）を発令した。
PDD67では、テロを含むあらゆる不測の事態下で政府の存続と政府機能維持を保障する包括的かつ効果的な計画を備えることの重要性を強調し、行政府や省庁に対してCOOPの策定を要求した。
9・11同時テロ事件後、米国の州・地方政府においても、防災・危機管理計画の一環として、COOPを盛り込んだ包括的な緊急時管理計画を策定することが求められている。
2002年8月に、FEMAは州・地方政府に対して、既存の防災・危機管理計画を強化する一環としてテロ対策を含む全ハザード対応としてのCOOP策定のためのガイダンス（Introduction to State and Local EOP Planning Guide）を発行した。
ジョージ・W・ブッシュ大統領は、2002年に米国連邦議会から連邦政府のCOGの存在に関する質問を受けその存在を認めたが、内容については言及しなかった。また、行政府および省庁・連邦機関の具体的なCOOPは存在しているが、その内容は公表されていない。

## 施設
地上施設
冷戦中、政府高官や軍事指揮官の生き残りのためにシェルターが作られ、一部は冷戦後に閉じられた。
例えば、北アメリカ航空宇宙防衛司令部（コロラド州シャイアン・マウンテン空軍基地）、連邦緊急事態管理庁（バージニア州マウント・ウェザー緊急事態指揮センター）、アメリカ戦略軍があるオファット空軍基地（ネブラスカ州オマハ）がある。
航空機
E-4BやVC-25(エアフォースワン)、C-135、E-6などがある。
艦船
2つの指揮艦、「ノーザンプトン」と「ライト」が作られた。
通信
有事において通信は、極めて重要なシステムであり、国防情報システム局が担当する。
例えば通信衛星などがある。